# Аксум
 Тази статия е за съвременния град Аксум.  За древното царство вижте Аксум (държава).  
Аксум (на амхарски: አክሱም) е град в Северна Етиопия.
Градът е с население от 66 800 души (по преценка за 2015 г.). Той е един от важните религиозни центрове на Етиопия. Според етиопското предание там се съхранява свещеният кивот в църквата „Бет Мариам („Св. Мария) от Цион“.
В периода от 1 до 7 век градът е столица на царство Аксум. То има 2 периода на развитие – предхристиянски период от 1 до 4 век, и християнски период от 4 до 7 век. През предхристиянския период царството увеличава своята територия и влияние в Североизточна Африка и Южна Арабия. Създава се писмеността геез. За християнския период е характерно, че продължава политиката на езическите царе да увеличават влиянието си върху Южна Арабия.
Упадък в градския строй се забелязва през 7 век, когато столицата е преместена другаде. Не се знае със сигурност какво води до упадъка на Аксум – суша, чума или нашествие на езически племена, които разрушават града.
Аксум остава религиозен център на Етиопия. Много от царете са короновани в Аксум през 8 – 19 век.